# Terca
Terca je interval koji se dijeli na malu i veliku tercu. Uvijek predstavlja razmak između 3 tona.
Mala terca je interval od 1.5 stupnja. 
Velika terca je interval od 2 cijela stupnja. Konsonantan je interval.
U dur ljestvici je razmak između tonike i 3. stupnja.
Velika terca se sastoji od 2 velike sekunde, dok se mala terca sastoji od jedne velike i jedne male sekunde. 